# A konstantinápolyi érsek
„A konstantinápolyi érsek” egy népszerű spanyol és olasz nyelvtörő. Érdekessége, hogy ötször egymás után szerepel benne – különféle ragozott alakokban – egy nagyon hosszú kitalált szó (leghosszabb alakja 16 szótagból és 38 betűből áll, jelentése kb. „konstantinápolyi érseki címtől megfosztó”), amelyet még az anyanyelvi beszélők számára is nehéz kiolvasni. Bár természetesen ennek a szónak nincs különösebb értelme a mindennapi használatban (vö. a magyar „megszentségteleníthetetlenségeskedéseitekért” szóval), viszont mint szóösszetétel nyelvtanilag helyes.

## A nyelvtörő

### Spanyol változat
El arzobispo de Constantinopla se quiere desarzobispodeconstantinopolitarizar. ¿Quién lo desarzobispodeconstantinopolitarizará? El desarzobispodeconstantinopolitarizador que lo desarzobispodeconstantinopolitarice, buen desarzobispodeconstantinopolitarizador será.

Szabad fordításban:
„A konstantinápolyi érsek nem akar többé konstantinápolyi érsek lenni. Ki fogja őt konstantinápolyi érseki címétől megfosztani? Az a konstantinápolyi érseki címtől megfosztó, aki őt konstantinápolyi érseki címétől megfosztja, kiváló konstantinápolyi érseki címtől megfosztó lesz.”

### Olasz változat
Se l’arcivescovo di Costantinopoli si disarcivescoviscostantinopolizzasse, ti disarcivescoviscostantinopolizzeresti pure tu? No, io non mi disarcivescoviscostantinopolizzerei se l’arcivescovo di Costantinopoli si disarcivescoviscostantinopolizzasse

Szabad fordításban:
„Ha a konstantinápolyi érsek konstantinápolyi érseki címétől megválna, te is megválnál konstantinápolyi érseki címedtől? Nem, én nem válnék meg konstantinápolyi érseki címemtől, ha a konstantinápolyi érsek konstantinápolyi érseki címétől megválna.”

## Fordítás
- Ez a szócikk részben vagy egészben a Trabalenguas című spanyol Wikipédia-szócikk fordításán alapul.  Az eredeti cikk szerkesztőit annak laptörténete sorolja fel. Ez a jelzés csupán a megfogalmazás eredetét és a szerzői jogokat jelzi, nem szolgál a cikkben szereplő információk forrásmegjelöléseként.
- Ez a szócikk részben vagy egészben a Scioglilingua című olasz Wikipédia-szócikk fordításán alapul.  Az eredeti cikk szerkesztőit annak laptörténete sorolja fel. Ez a jelzés csupán a megfogalmazás eredetét és a szerzői jogokat jelzi, nem szolgál a cikkben szereplő információk forrásmegjelöléseként.